# Making Movies
Making Movies este al treilea album al trupei britanice de rock Dire Straits, lansat în 1980.

## Tracklist
1. "Tunnel of Love" (8:08)
2. "Romeo and Juliet" (5:54)
3. "Skateaway" (6:18)
4. "Expresso Love" (5:04)
5. "Hand in Hand" (4:48)
6. "Solid Rock" (3:19)
7. "Les Boys" (4:07)

- Toate cântecele au fost scrise de Mark Knopfler cu excepția introducerii de la "Tunnel of Love" care este "The Carousel Waltz" din muzicalul Carousel, scris de Richard Rodgers și Oscar Hammerstein II.

## Single-uri
- "Romeo and Juliet" (1981)
- "Expresso Love" (1981)
- "Skateaway" (1981)
- "Tunnel of Love" (1981)
- "Solid Rock" (1981)

## Componență
- Mark Knopfler - chitară, voce
- John Illsley - chitară bas, voce
- Pick Withers - baterie, voce